# Tenuihippus parvus
Tenuihippus parvus är en insektsart som beskrevs av Willemse, L.P.M. 1994. Tenuihippus parvus ingår i släktet Tenuihippus och familjen gräshoppor. Inga underarter finns listade i Catalogue of Life.